# Genkan
Genkan (japanisch 玄関) ist der Eingangsbereich in traditionellen japanischen Wohnungen oder Häusern, vergleichbar etwa mit dem Windfang in Europa.
Er bildet den Übergang zwischen dem äußeren (soto) und inneren Bereich (uchi). Dort werden die Straßenschuhe auf dem Boden oder in einem Schuhschrank (下駄箱, geta bako) abgestellt, da der Innenbereich nur mit Strümpfen oder speziellen Pantoffeln betreten werden soll. Die Schuhe werden traditionell so abgestellt, dass die Spitzen von der Wohnung weg weisen.
Gegenüber dem meist ebenerdigen Genkan ist der anschließende Wohnbereich (ima) oft um eine Stufe erhöht. Dadurch sind die Bereiche, in denen Schuhe oder aber Hauspantoffeln getragen werden, eindeutig voneinander getrennt. In größeren Häusern ist der Genkan oftmals Besuchern und Gästen vorbehalten, während die Familienmitglieder durch einen Hintereingang eintreten.
Ebenfalls mit Genkan wird der Vorraum am Eingang eines Zen-Klosters bezeichnet sowie der Eingangsbereich zu den dortigen Gästeräumen.

## In Korea
In Korea ist ein solcher Vorraum ein wesentliches Element der Wohnkultur.
Unmittelbar an der Eingangstüre zu Haus oder Wohnung ist diese kleine Fläche eingeplant, meist eine Stufe niedriger als der beheizte Boden, den mit Straßenschuhen zu betreten streng vermieden wird.
Die Hanja-Bezeichnung (chinesisch 土房, Pinyin tǔ fáng) wird phonetisch mit 토방 (to bang) in das Koreanische übertragen.

## Bilder

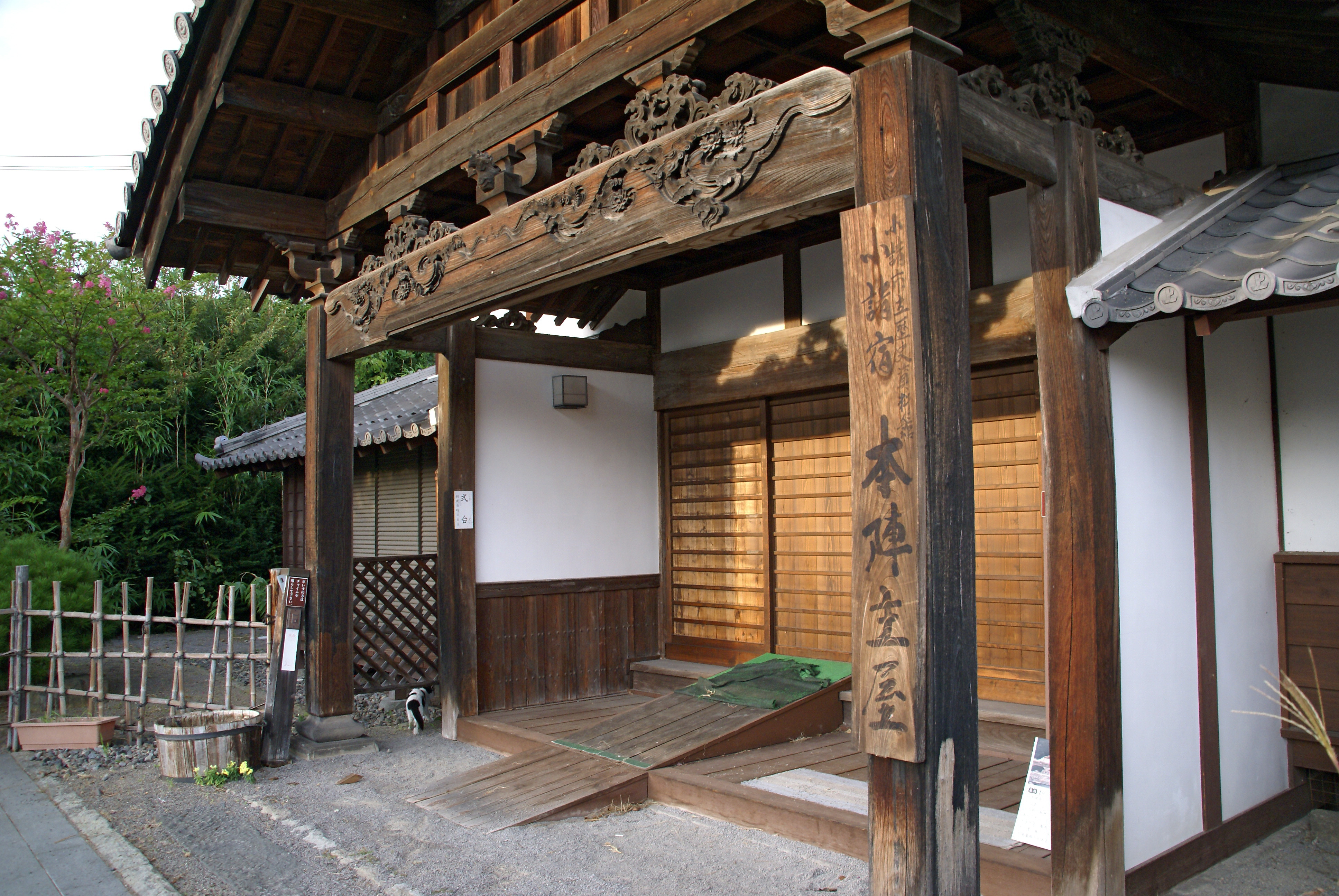
Genkan des Komoro-honjin Omoya in Komoro, Nagano
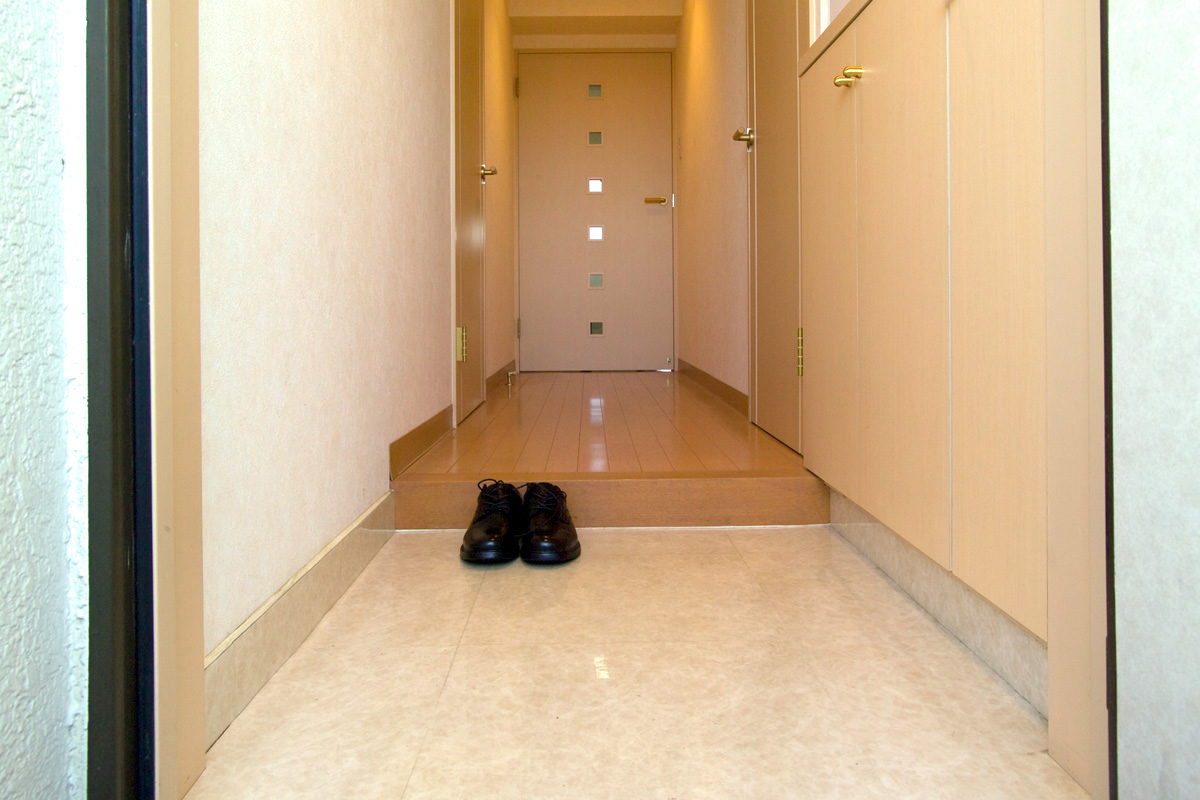
Ein Genkan, Blick von der Türe ins Hausinnere
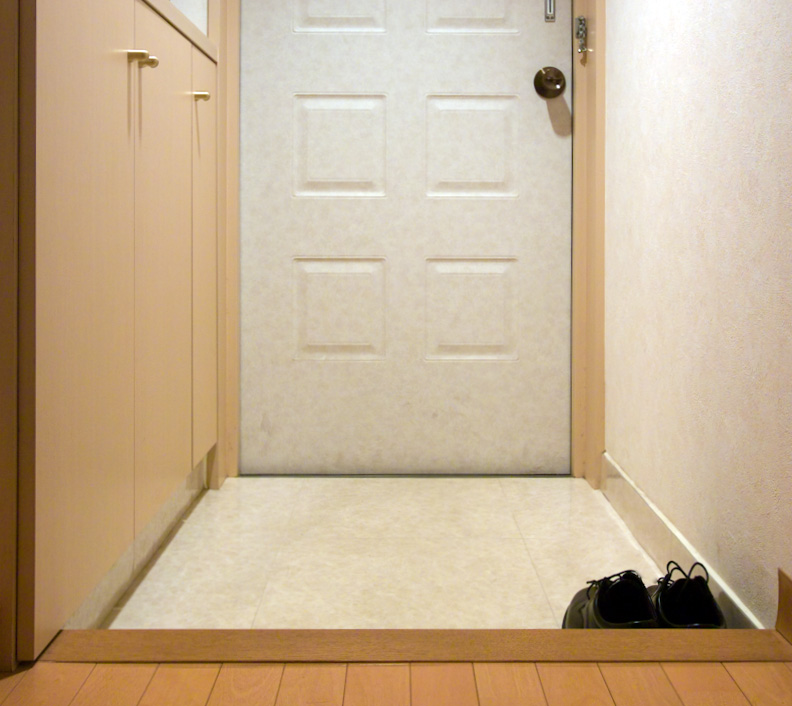
Blick von innen zur Türe
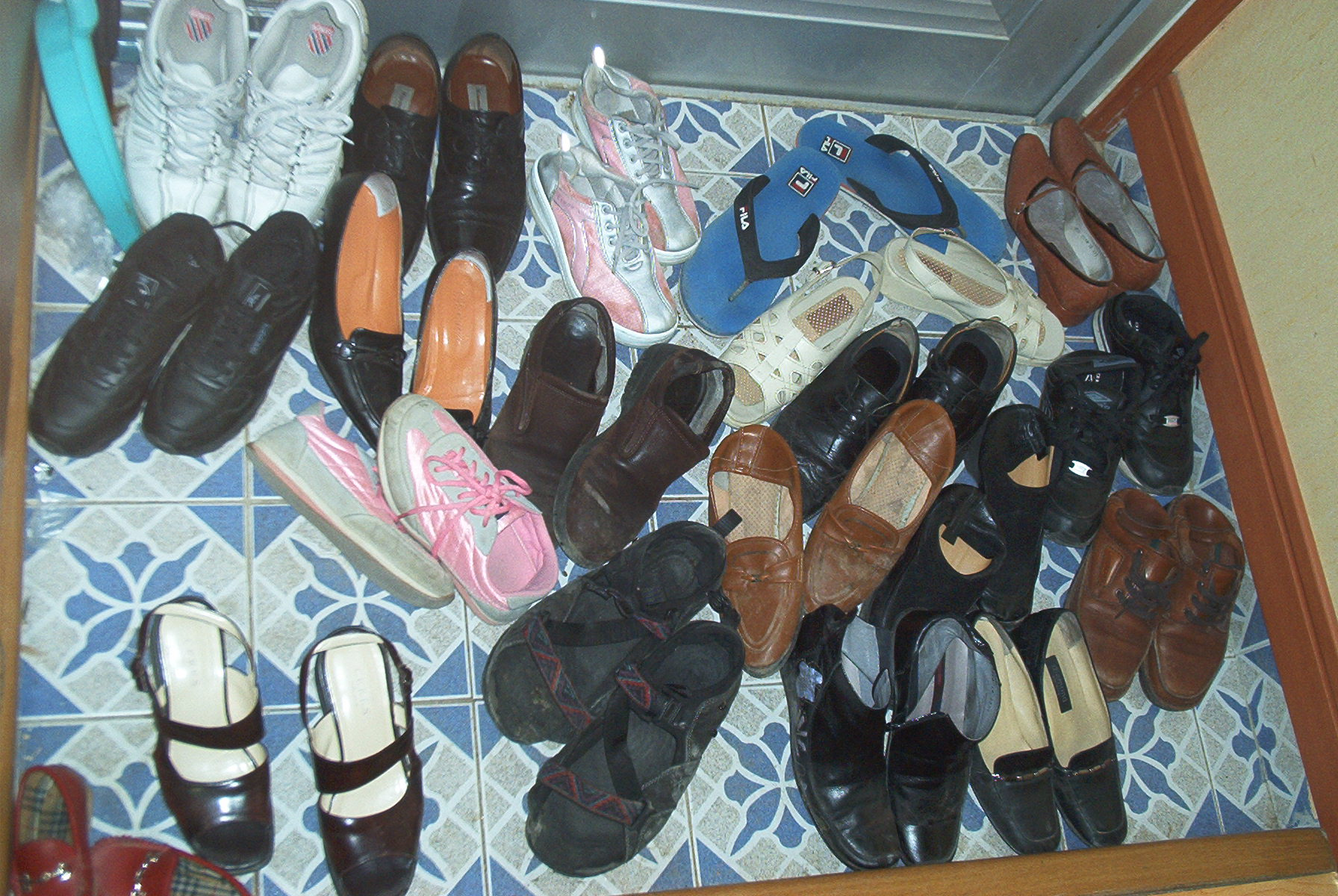
In Korea (토방 Tobang) Hier sind fast alle Schuhe völlig regelwidrig abgestellt